# 釋慈航
釋慈航（1893年—1954年），俗名艾繼榮、字彥才，生於福建省邵武府建寧縣（今三明市建寧縣），佛教僧人，為台灣第一位肉身菩薩。
慈航法師一生追隨太虛大師，弘揚佛教。在中華民國政府遷臺之際，創建台灣第一所佛學院，对佛教在台灣的發展产生了很深遠的影響。

## 生平
其父名艾炳元，為喇戶盟國子監監生，以教私塾為生。母親姓謝。在其十歲時，母親過世，因家貧，只上過七年私塾，13歲開始學習裁縫，自謀生計。因為曾至寺廟縫製僧服，開始有出家念頭。17歲時父親過世，至泰寧峨眉峰自忠上人門下剃度出家。
1911年，隨自忠上人赴九江能仁寺求具足戒，離開其師，開始在江西、南京一帶遊歷。曾在諦閑大師門下聽經，從度厄長老學習淨土宗。
1927年，就讀於廈門南普陀閩南佛學院，因為文學程度較差，曾被教務處大醒法師訓誡。慈航法師雖然語文程度不佳，但仍希望親近太虛大師。1929年至南京毘盧寺太虛大師創辦的「僧伽訓練班」就讀，並任庶務。當時太虛大師正遊歷西歐，訓練班由唐大圓居士主持，因此種下慈航法師學習唯識學的因緣。同年，任安慶迎江寺方丈，參加法舫法師與唐大圓在武昌辦的佛學函授班，苦讀《唯識講義》。
1930年，隨太虛大師至香港弘法，一心追隨太虛大師。1931年，慈航法師與其徒孫優曇法師至印度參禮，後獨自至緬甸仰光弘法。1933年，在仰光創辦中國佛學會。1935年，由仰光返回香港、廣東弘法，協助太虛大師四處演講，聲望逐漸開始上升。
1940年，太虛大師組織中國佛教國際訪問團赴南洋宣揚對日抗戰理念，慈航法師隨行。開始長住南洋，在馬來西亞、新加坡一帶弘法，深受華僑支持。
1943年，由檳城的菩提學院移至新加坡靈峰菩提學院，閉關閱藏三年，創辦《人間佛教月刊》。
1948年，應台灣桃園中壢圓光寺方丈妙果老和尚邀請，來台灣主持台灣佛學院（今圓光佛學院），收容並教育中國大陸逃難至台灣的僧人，將中國佛教的影響力推展到台灣。但因來台逃難的僧人太多，圓光寺無法承受，慈航法師與妙果法師意見不合，將院務交給台中來的圓明法師後，慈航法師帶領數十名學僧至基隆月眉山靈泉寺參加靈泉佛學院。不久，由于經濟困難，慈航法師又至獅頭山，向各寺院請求支持，開辦獅山佛學院，但同樣因經濟困難，不久就停辦了。
1949年，圓光寺的台灣佛學院停辦，慈航法師帶領學僧至新竹靈隱寺，遭人密告是匪諜而下獄。佛教界表現冷漠，同為太虛門下的大醒法師也拒絕伸出援手。但因得到居士董正之、孫張清揚（孫立人將軍夫人）、李子寬及台灣斌宗法師的援手，得以出獄。出獄後，與斌宗法師結為知己，但仍然需要東躲西藏，經濟仍然困難。南洋的信徒曾經來信邀請慈航法師回南洋，但慈航法師放心不下來台的學僧，決定與他們共進退。

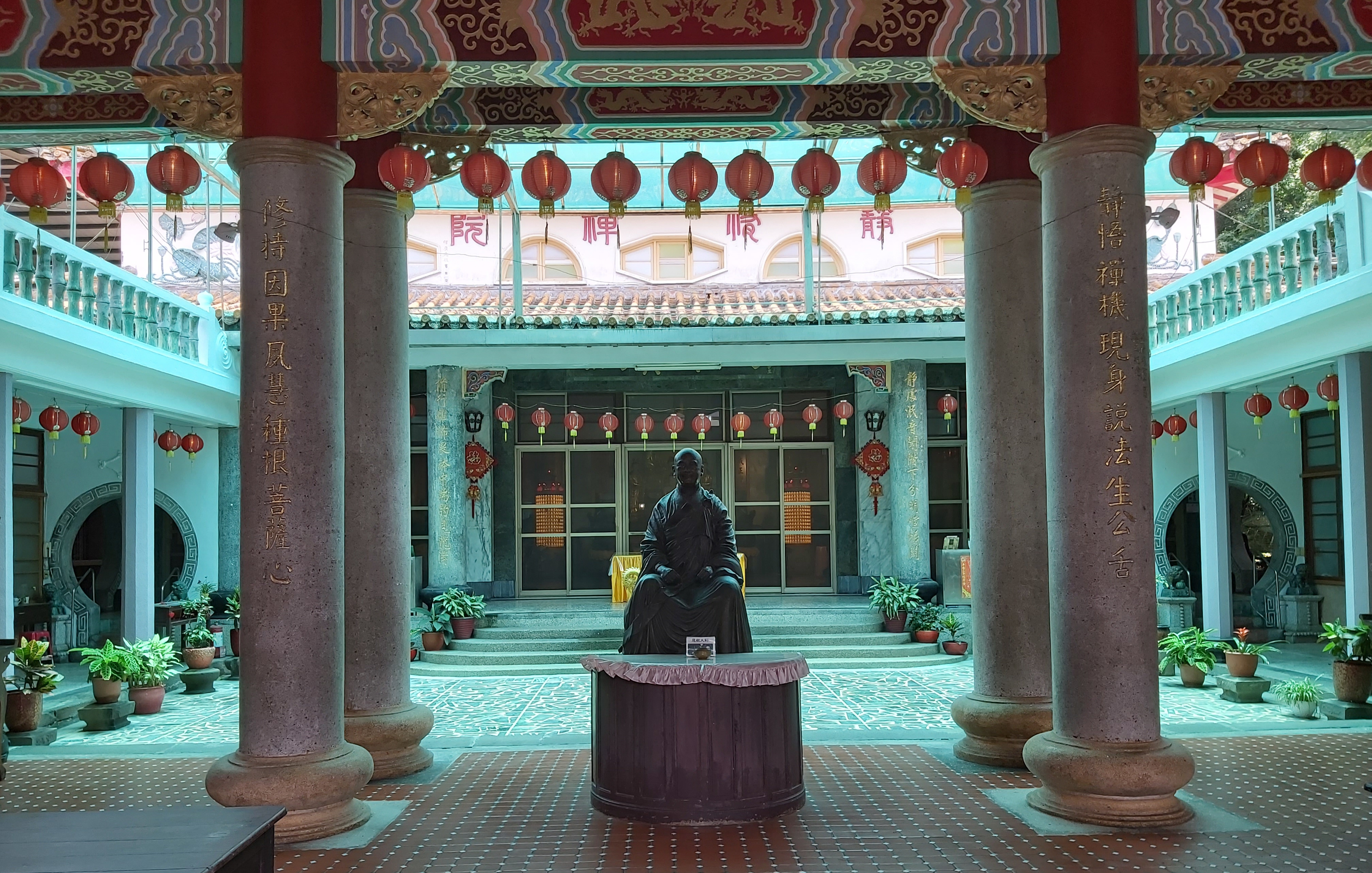
汐止靜修禪院中庭的釋慈航坐像。

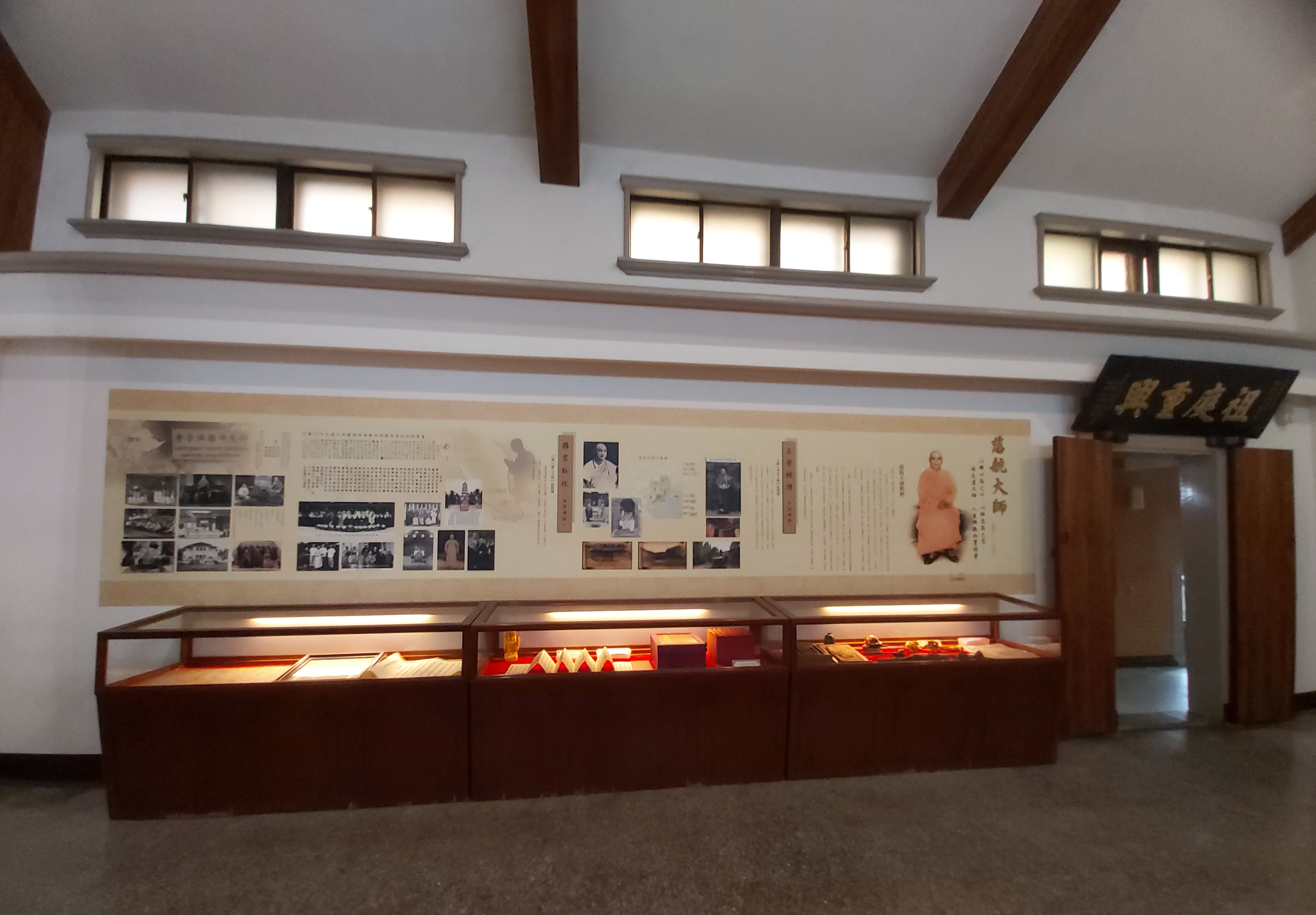
汐止彌勒內院陳列的釋慈航史蹟文物。

1950年底，受汐止靜修禪院達心、玄光比丘尼的邀請，至靜修禪寺講學，並籌辦彌勒內院，成立彌勒內院護法會。當時台灣並沒有佛學院，彌勒內院成為當時最有規模的佛教學院，並為從中國大陸逃難至台灣的僧侶提供庇護。慈航法師認為教育、慈善、文化是佛教最大的志業，並以此理念努力弘傳佛教。
1952年，李子寬與大醒法師接洽新竹青草湖靈隱寺的無上法師，決定在靈隱寺開辦台灣佛教講習會。因大醒法師腦溢血而圓寂，至香港邀請演培法師來台灣主持。印順導師及其弟子隨後來台灣，赴日本參加第二屆世界佛教友誼會，之後住台北善導寺；引起不同派系的佛教人士不滿，發動圍剿印順的運動。慈航法師當時在彌勒內院的法華關房閉關，不斷有佛教界人士來訪，指稱印順法師所著《淨土新論》非難大乘佛教，希望慈航法師出面攻擊印順法師。演培法師恰巧到訪，為印順法師辯解，並引用印順法師的中觀著作來證明。慈航法師因此沒有發表攻擊印順法師的文章，但透過演培法師向印順法師示警，要他多加小心。

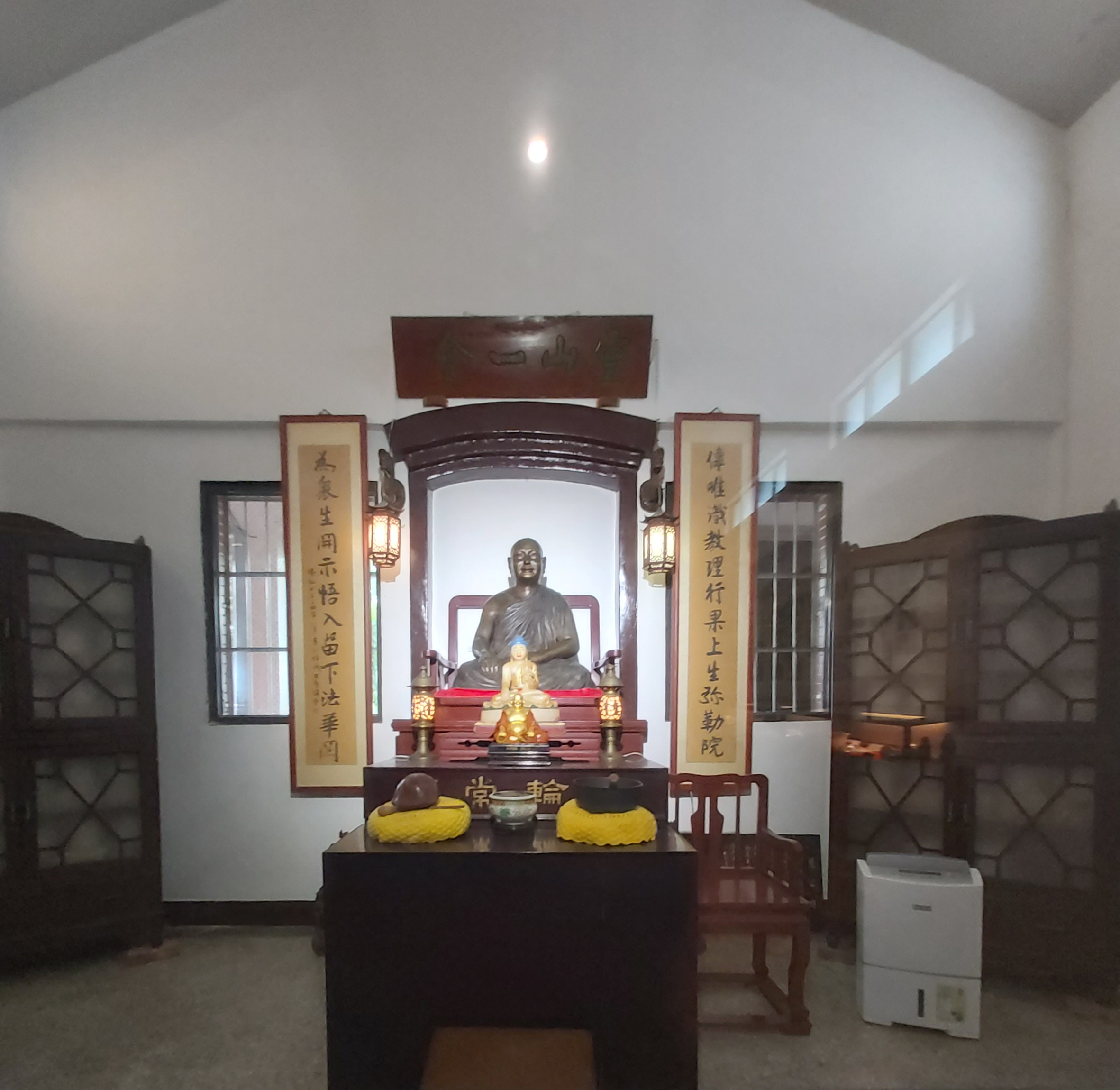
汐止彌勒內院法華關房，1954年釋慈航圓寂坐化的地點。

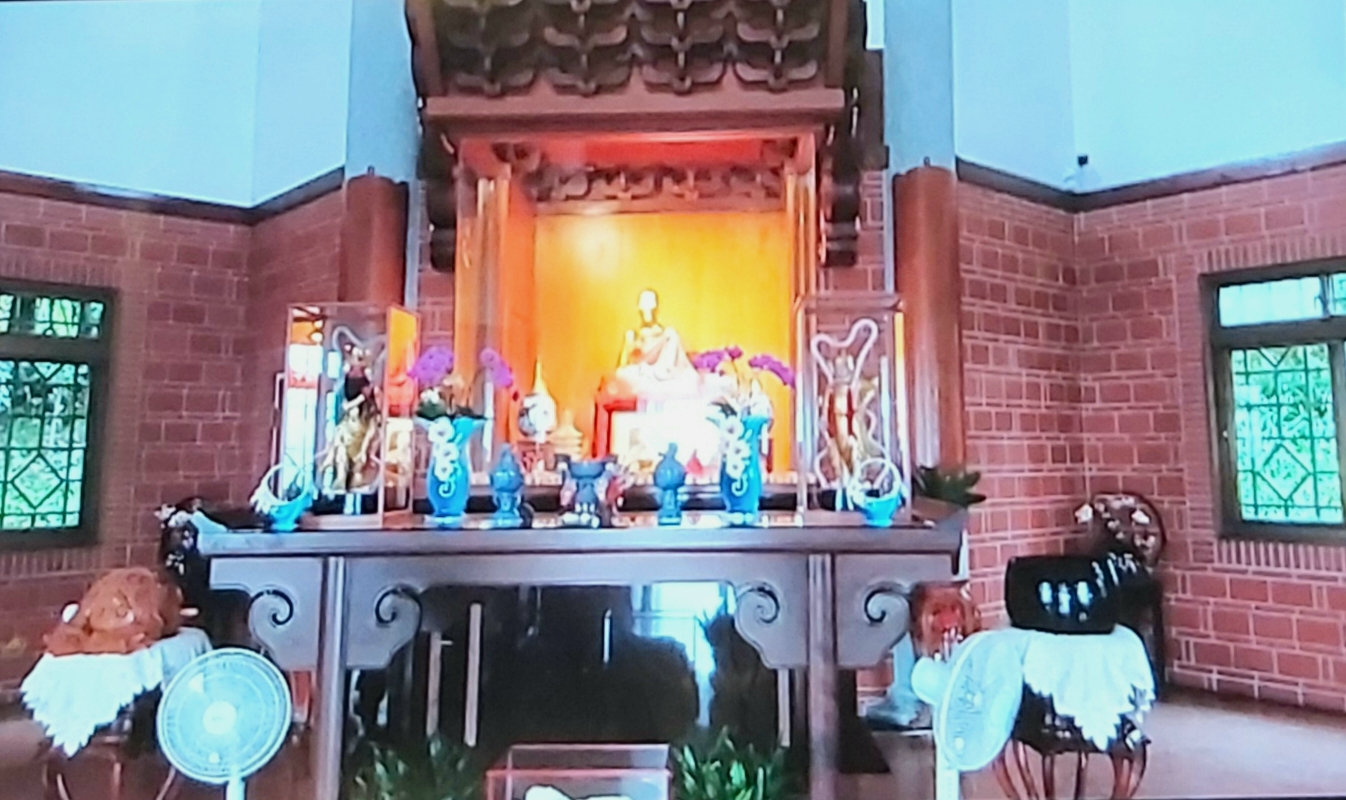
慈航肉身菩薩塔院

1954年因具大無畏，保護佛菩薩和正法，生發巨大功德，生死自由，農曆四月四日，慈航法師圓寂。1959年後開缸，發現其死後肉身不腐，經過金裝後，迎至彌勒內院安座供養，成為台灣第一位肉身菩薩。

## 剃度弟子
- 釋律航（宗淨）

徒孫
釋律航的弟子：釋廣元（振法）、釋廣仁（振宗）、釋廣輝（振光）、釋廣化（振教）、釋廣明（振德）、釋廣善（振迦）、釋廣壎（振遠）

## 紀念設施

慈航紀念堂：1963年以後迄今為釋慈航肉身奉安地點。
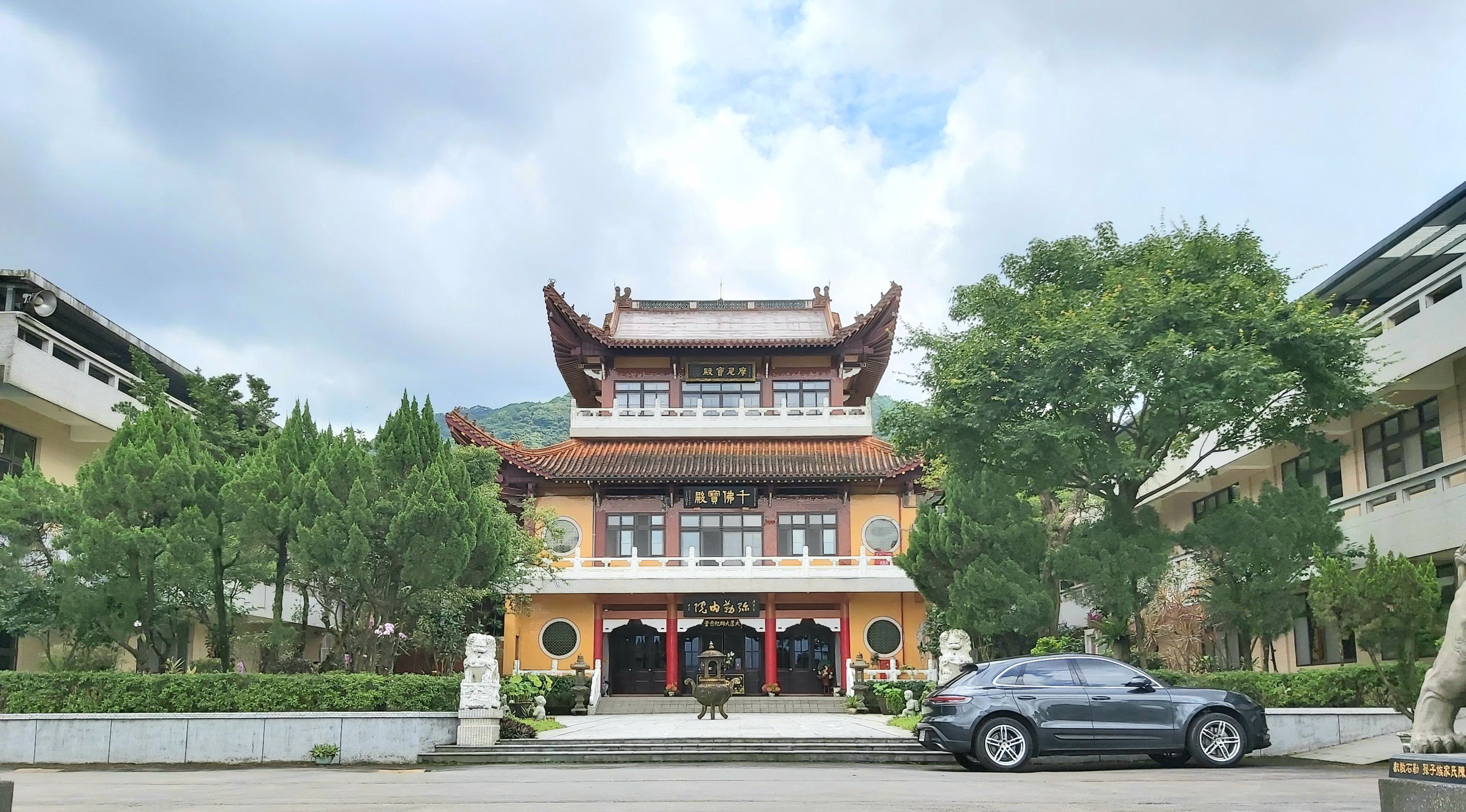
秀峰山彌勒內院：釋慈航開山、講學及圓寂的地點，同時也作為其師父釋太虛的紀念堂。
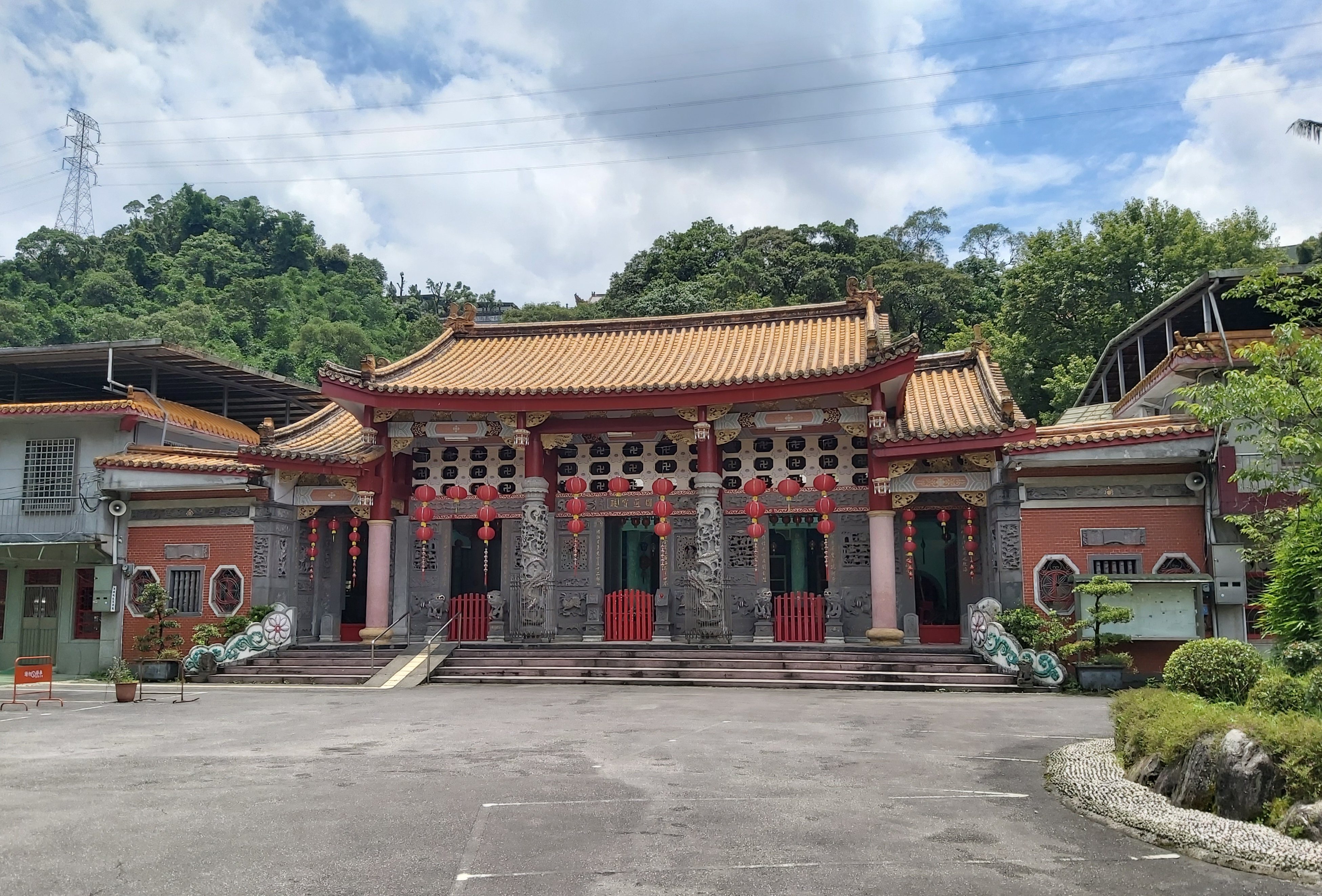
秀峰山靜修禪院：1911年立廟，為釋慈航曾經駐錫講學的地點。

## 衍伸閱讀
- 闞正宗（2020），《南洋「人間佛教」先行者―慈航法師海外、臺灣弘法記（1910-1954）》，香港：香港中文大學人間佛教研究中心。

## 外部連結
- 《慈航法師簡譜》
- 《凶神惡煞的逆襲：新竹靈隱寺的白色恐怖》 (連結失效) （页面存档备份，存于）
- 慈航大師紀錄片 (連結失效)（页面存档备份，存于）